# La Motte-en-Champsaur

La Roche-de-Rame este o comună în departamentul Hautes-Alpes, Franța. În 1 ianuarie 2022 avea o populație de 207 de locuitori.